# Floretina
Floretina  es una dihidrochalcona, un tipo de fenol natural. Se puede encontrar en las hojas del árbol de la manzana y el albaricoque de Manchuria.

## Farmacología
La floretina inhibe el transporte activo de glucosa en las células por SGLT1 y SGLT2, aunque la inhibición es más débil que por su glucósido florizina. La florizina vía oral consumida se convierte casi en su totalidad en floretina por las enzimas hidrolíticas en el intestino delgado. Un efecto importante de esto es la inhibición de la absorción de glucosa por el intestino delgado y la inhibición de la reabsorción renal de glucosa. La floretina también inhibe una variedad de transportadores de urea. Ello induce a la pérdida de urea y a la diuresis cuando se combina con dietas altas en proteínas.
La floretina se ha encontrado que inhibe GLUT2.

## Metabolismo
Floretina hidrolasa  utiliza floretina y agua para producir floretato y floroglucinol.